# Leichtathletik-Europameisterschaften 1966/400 m der Männer

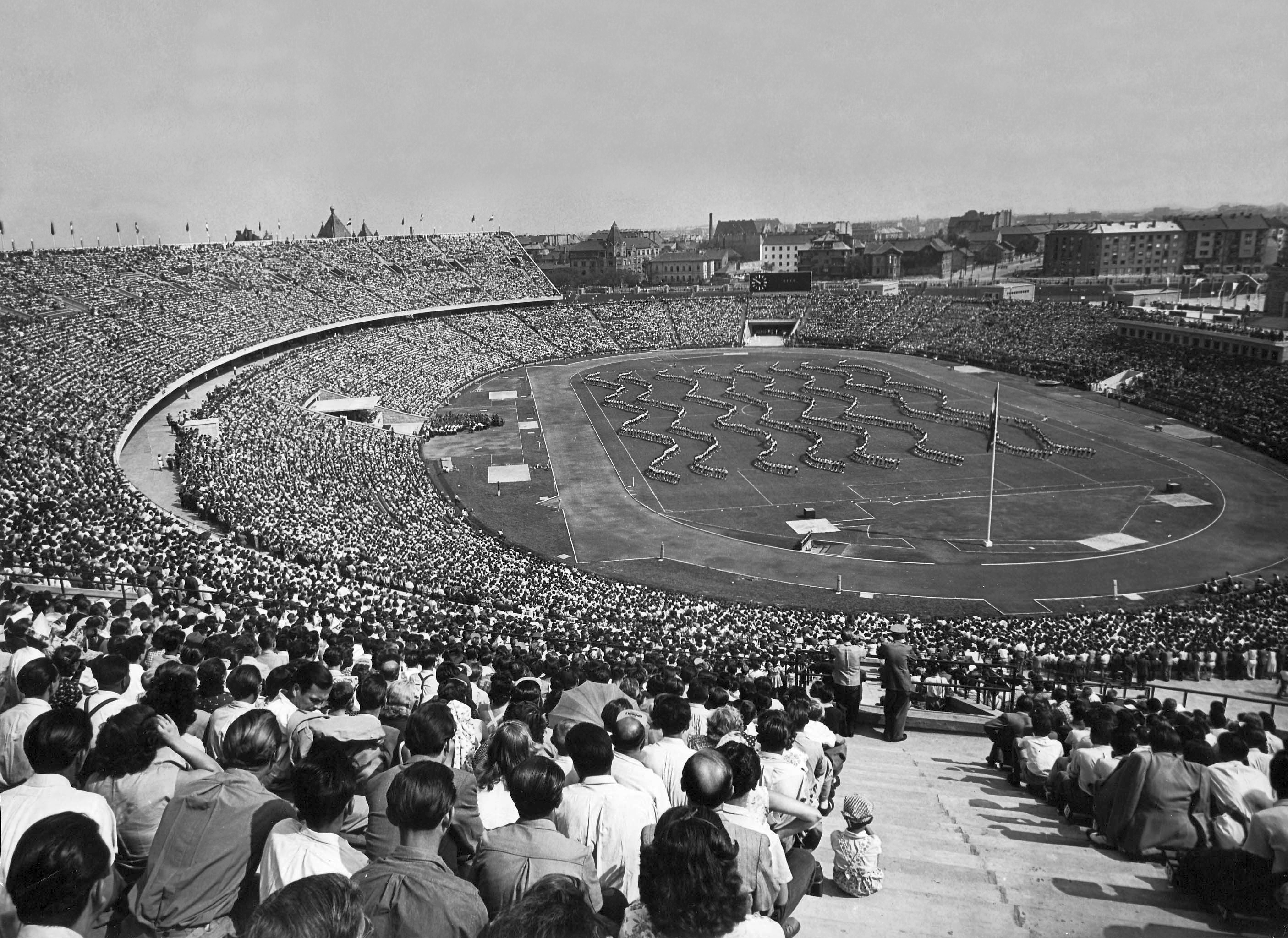
Das Népstadion bei einer Veranstaltung im Jahr 1953

Der 400-Meter-Lauf der Männer bei den Leichtathletik-Europameisterschaften 1966 wurde vom 30. August bis 1. September 1966 im Budapester Népstadion ausgetragen.
In diesem Wettbewerb gab es einen Doppelsieg für Polen. Europameister wurde Stanisław Grędziński. Er gewann vor Andrzej Badeński. Bronze ging an den bundesdeutschen Läufer Manfred Kinder.

## Bestehende Rekorde
| Weltrekord           | 44,9 s | Otis Davis         | OS Rom, Italien         | 6. September 1960  |
| Weltrekord           | 44,9 s | Carl Kaufmann      | OS Rom, Italien         | 6. September 1960  |
| Weltrekord           | 44,9 s | Adolph Plummer – y | Tempe, USA              | 25. Mai 1963       |
| Weltrekord           | 44,9 s | Mike Larrabee      | Los Angeles, USA        | 12. September 1964 |
| Europarekord         | 44,9 s | Carl Kaufmann      | OS Rom, Italien         | 6. September 1960  |
| Meisterschaftsrekord | 45,9 s | Robbie Brightwell  | EM Belgrad, Jugoslawien | 14. September 1962 |

Anmerkung:

Der mit y gekennzeichnete Rekordlauf fand über 440 Yards (= 402,34 m) statt.
Der bestehende EM-Rekord wurde bei diesen Europameisterschaften nicht erreicht. Die schnellste Zeit erzielte der polnische Europameister Stanisław Grędziński, der diesen Rekord mit seinen 46,0 Sekunden nur um eine Zehntelsekunde verfehlte. Vom Welt- und Europarekord war er allerdings um deutliche 1,1 Sekunden entfernt.

## Vorrunde
30. August 1966, 19.00 Uhr
Die Vorrunde wurde in fünf Läufen durchgeführt. Die ersten drei Athleten pro Lauf – hellblau unterlegt – sowie darüber hinaus der zeitschnellste Läufer – hellgrün unterlegt – qualifizierten sich für das Halbfinale.

### Vorlauf 1
| Platz | Name                 | Nation       | Zeit (s) |
| ----- | -------------------- | ------------ | -------- |
| 1     | Andrzej Badeński     | Polen        | 46,7     |
| 2     | Jean-Pierre Boccardo | Frankreich   | 47,1     |
| 3     | Heikki Pippola       | Finnland     | 47,3     |
| 4     | Michael Zerbes       | DDR          | 47,5     |
| 5     | Alexander Iwanow     | Sowjetunion  | 48,0     |
| 6     | Nikolaos Rengoukos   | Griechenland | 48,3     |
| 7     | Mehmet Gesas         | Türkei       | 49,9     |

### Vorlauf 2

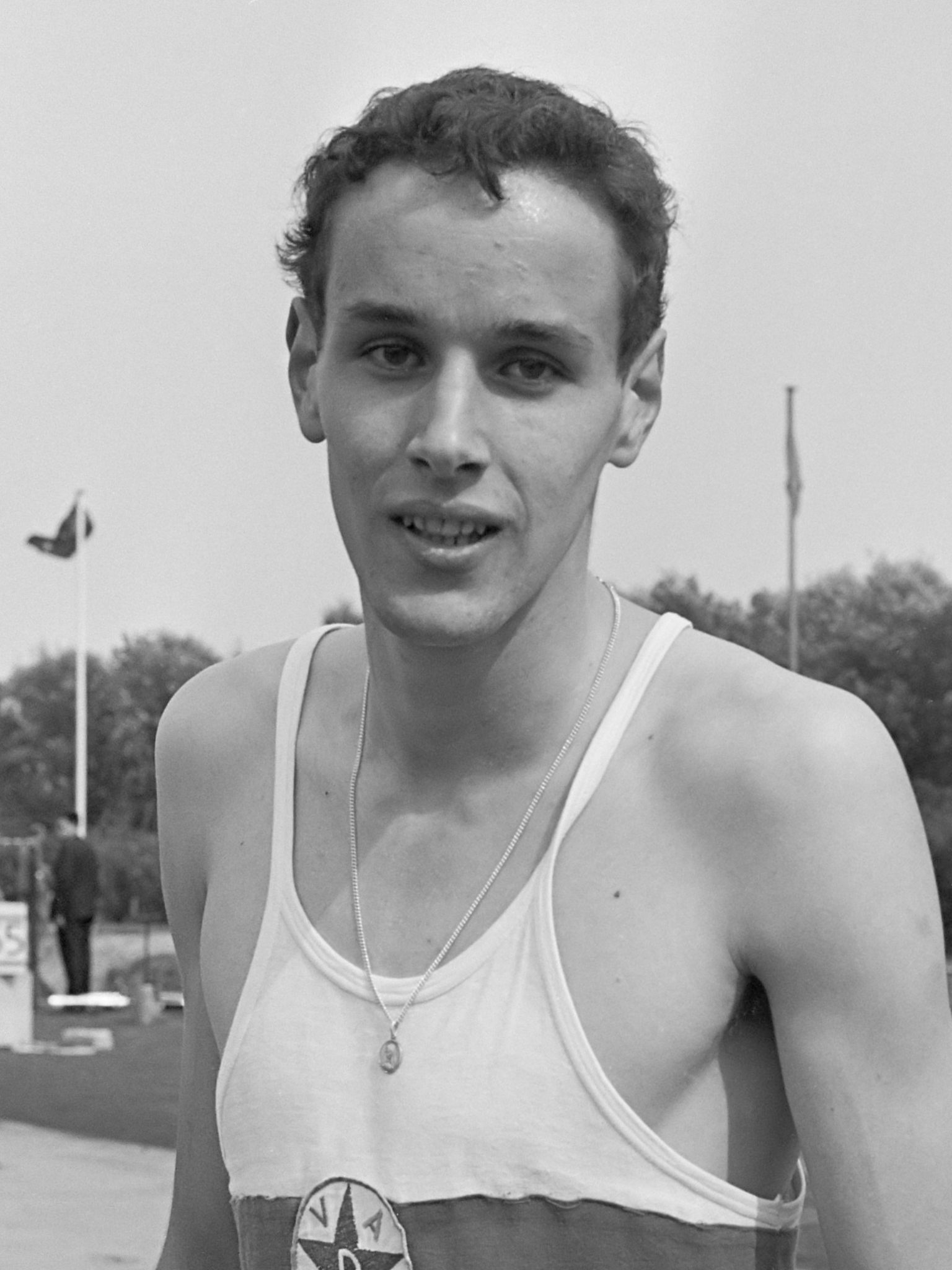
Als Vierter des zweiten Vorlaufs erreichte Fred van Herpen nicht die nächste Runde
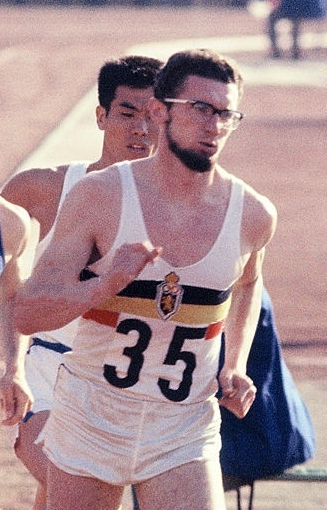
Jacques Pennewaert wurde Fünfter des zweiten Vorlaufs und schied damit aus

| Platz | Name               | Nation         | Zeit (s) |
| ----- | ------------------ | -------------- | -------- |
| 1     | Siegfried König    | BR Deutschland | 46,7     |
| 2     | Wilfried Weiland   | DDR            | 46,9     |
| 3     | Hryhorij Swerbetow | Sowjetunion    | 47,3     |
| 4     | Fred van Herpen    | Niederlande    | 47,8     |
| 5     | Jacques Pennewaert | Belgien        | 48,9     |
| 6     | Vincenc Kacagjeli  | Albanien       | 49,3     |

### Vorlauf 3
| Platz | Name                 | Nation           | Zeit (s) |
| ----- | -------------------- | ---------------- | -------- |
| 1     | Stanisław Grędziński | Polen            | 46,6     |
| 2     | Tim Graham           | Großbritannien   | 47,0     |
| 3     | Sergio Bello         | Italien          | 47,1     |
| 4     | Josef Trousil        | Tschechoslowakei | 47,2     |
| 5     | Günther Klann        | DDR              | 47,5     |
| 6     | Zlatko Waltschew     | Bulgarien        | 47,9     |

### Vorlauf 4
| Platz | Name               | Nation         | Zeit (s) |
| ----- | ------------------ | -------------- | -------- |
| 1     | Manfred Kinder     | BR Deutschland | 47,0     |
| 2     | John Adey          | Großbritannien | 47,4     |
| 3     | Bernard Martin     | Frankreich     | 47,5     |
| 4     | Edmund Borowski    | Polen          | 47,6     |
| 5     | Carl Fredrik Bunæs | Norwegen       | 47,8     |
| 6     | Bo Althoff         | Schweden       | 48,4     |

### Vorlauf 5
| Platz | Name                 | Nation         | Zeit (s) |
| ----- | -------------------- | -------------- | -------- |
| 1     | Boris Sawtschuk      | Sowjetunion    | 46,9     |
| 2     | Rolf Krüsmann        | BR Deutschland | 47,1     |
| 3     | Martin Winbolt-Lewis | Großbritannien | 47,4     |
| 4     | Michel Samper        | Frankreich     | 47,4     |
| 5     | Furio Fusi           | Italien        | 48,2     |

## Halbfinale
31. August 1966, 18.30 Uhr
In den beiden Halbfinalläufen qualifizierten sich die jeweils ersten vier Athleten – hellblau unterlegt – für das Finale.

### Lauf 1
| Platz | Name                 | Nation           | Zeit (s) |
| ----- | -------------------- | ---------------- | -------- |
| 1     | Stanisław Grędziński | Polen            | 46,3     |
| 2     | Manfred Kinder       | BR Deutschland   | 46,6     |
| 3     | Josef Trousil        | Tschechoslowakei | 46,6     |
| 4     | Tim Graham           | Großbritannien   | 46,7     |
| 5     | Boris Sawtschuk      | Sowjetunion      | 46,9     |
| 6     | Martin Winbolt-Lewis | Großbritannien   | 47,0     |
| 7     | Sergio Bello         | Italien          | 47,1     |
| 8     | Bernard Martin       | Frankreich       | 47,7     |

### Lauf 2
| Platz | Name                 | Nation         | Zeit (s) |
| ----- | -------------------- | -------------- | -------- |
| 1     | Andrzej Badeński     | Polen          | 46,6     |
| 2     | Wilfried Weiland     | DDR            | 46,6     |
| 3     | Rolf Krüsmann        | BR Deutschland | 46,8     |
| 4     | Siegfried König      | BR Deutschland | 47,1     |
| 5     | Jean-Pierre Boccardo | Frankreich     | 47,5     |
| 6     | Hryhorij Swerbetow   | Sowjetunion    | 47,6     |
| 7     | Heikki Pippola       | Finnland       | 48,0     |
| 8     | John Adey            | Großbritannien | 48,0     |

## Finale

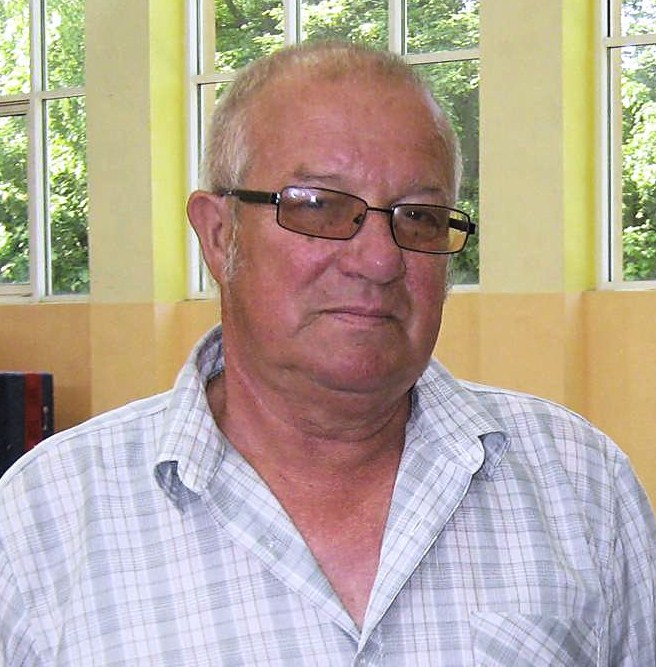
Europameister Stanisław Grędziński (hier im Jahr 2011)
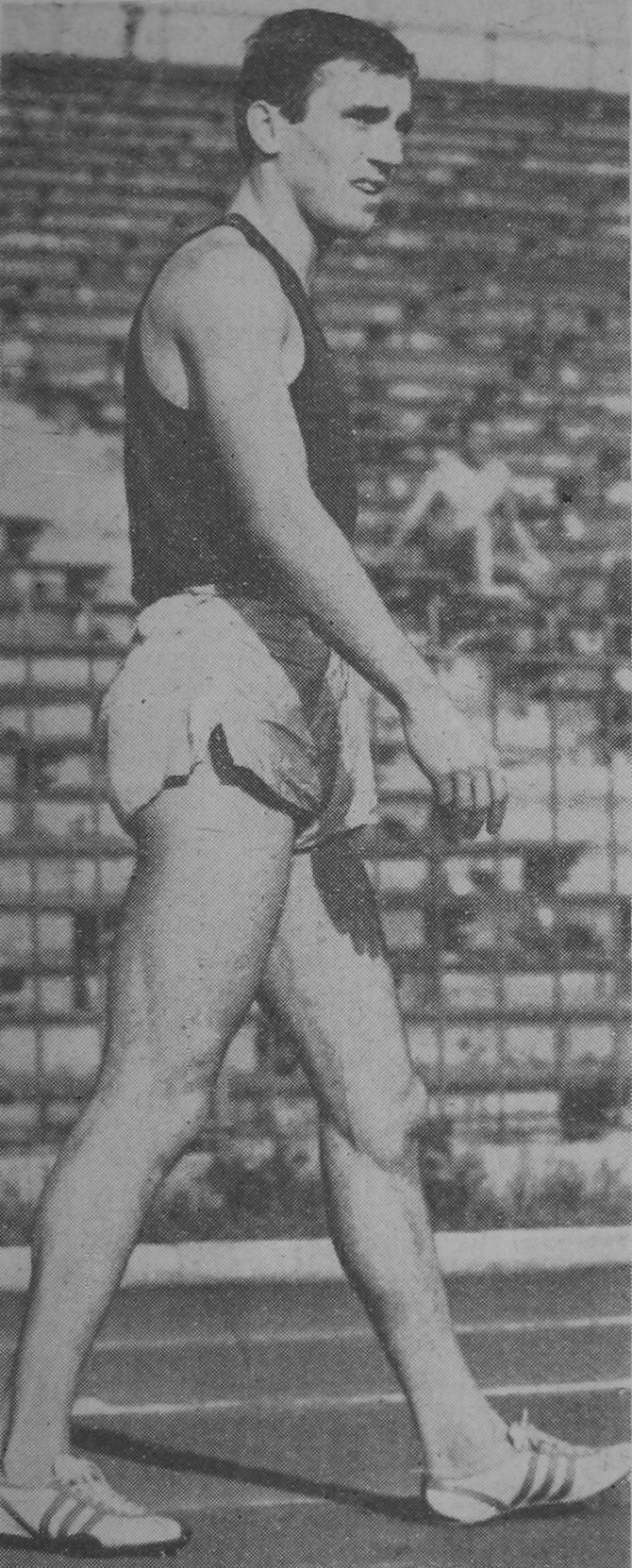
Vizeeuropameister Andrzej Badeński gehörte über einige Jahre zu den besten europäischen 400-Meter-Läufern
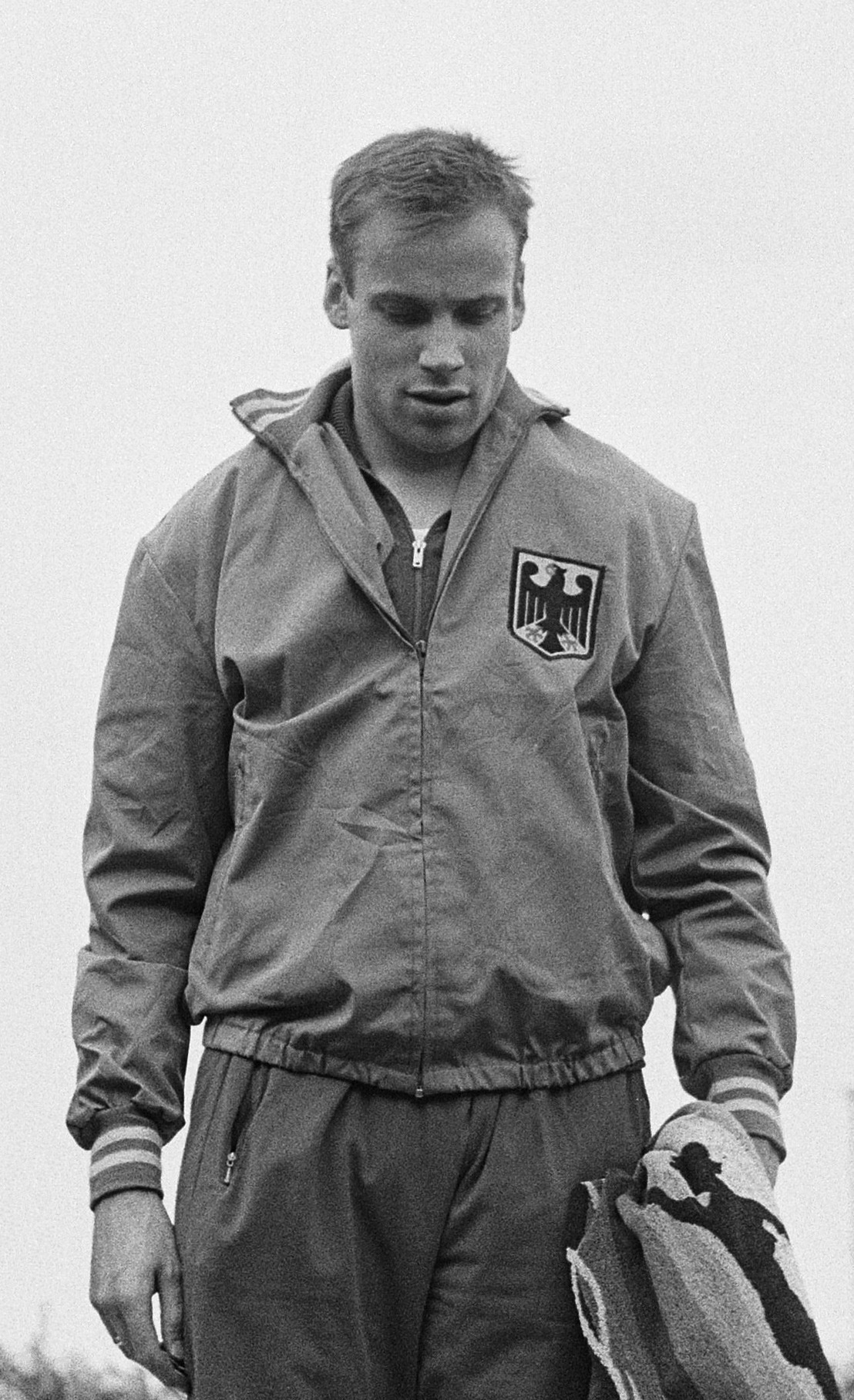
Der Olympiafünfte von 1960 Manfred Kinder gewann die Bronzemedaille

1. September 1966
| Platz | Name                 | Nation           | Zeit (s) |
| ----- | -------------------- | ---------------- | -------- |
| 1     | Stanisław Grędziński | Polen            | 46,0     |
| 2     | Andrzej Badeński     | Polen            | 46,2     |
| 3     | Manfred Kinder       | BR Deutschland   | 46,3     |
| 4     | Wilfried Weiland     | DDR              | 46,6     |
| 5     | Rolf Krüsmann        | BR Deutschland   | 46,7     |
| 6     | Josef Trousil        | Tschechoslowakei | 46,8     |
| 7     | Tim Graham           | Großbritannien   | 46,9     |
| DNF   | Siegfried König      | BR Deutschland   |          |